# Il sistema Ribadier
Il sistema Ribadier (Le Système Ribadier) è una commedia in tre atti di Georges Feydeau e Maurice Hennequin rappresentata per la prima volta nel 1892.

## Trama
Eugène Ribadier è il secondo marito di Angèle, vedova di M. Robineau. Dopo l'esperienza col suo primo marito (M. Robineau, che l'aveva tradita 365 volte in 8 anni), Angèle ha sviluppato una gelosia patologica e controlla attentamente le attività del suo secondo marito. Ribadier, tuttavia, conosce la tecnica dell'ipnosi — da cui il "sistema" del titolo — e la pratica sulla moglie per addormentarla ogni qualvolta vuol compiere una scappatella, salvo poi risvegliarla al suo ritorno grazie a un trucco che solo lui conosce. Un giorno Ribadier rivela imprudentemente il trucco ad Aristide Thommereux, un amico di Robineau, ritornato da Batavia nella speranza di poter finalmente rivelare il suo amore segreto ad Angèle.
Mentre Ribadier è assente perché impegnato in una delle sue scappatelle, Thommereux usa il sistema di Ribadier per svegliare Angèle e confessarle nuovamente il suo amore per lei. Angèle lo rifiuta, ma, nel momento in cui Thommereux prova a insistere, si sente un forte rumore dall'esterno: è Ribadier che ritorna a casa, inseguito da Savinet, un commerciante di vini e marito dell'amante di Ribadier. Thommereux scappa dalla finestra e Angèle finge di essere ancora sotto ipnosi. Angèle sente quindi Ribadier ammettere le sue colpe a Savinet; dopo la partenza di quest'ultimo, Angèle fa una furiosa scenata al marito.
Ribadier ricorre a vari stratagemmi per salvare la situazione, compreso quello di ipnotizzare ancora una volta la moglie nel tentativo di convincerla che ciò che aveva appena sentito era soltanto frutto di un sogno. Lei però sfrutta il sistema del marito fingendo di rivelare che, quando è ipnotizzata, riceve la visita di un amante. Thommereux pensa che lei si riferisca a sé stesso, mentre Ribadier indignato va alla ricerca dello sconosciuto intruso. Vicino alla finestra, i due scorgono una fibbia strappata dai pantaloni di un uomo: si scopre poi che apparteneva al cocchiere Gusman, salito per la finestra allo scopo di trovare la cameriera Sophie di cui era innamorato. Sotto compenso, Gusman rivela subito che era solito scavalcare la finestra per poter incontrare una donna dalla quale era accolto con entusiasmo; Ribadier e Thommereux sono atterriti e si voltano verso Angèle per valutare la veridicità delle parole del cocchiere. Il rifiuto della donna li convince della veridicità, ma Gusman li rincuora confessando loro che la donna a cui si riferiva era Sophie. Ribadier e Angèle si riconciliano; Thommereux, deluso, decide di far ritorno a Batavia.

## Prima rappresentazione
La prima avvenne il 30 novembre 1892 al Théâtre du Palais-Royal di Parigi. Fra gli interpreti della prima:
- MM. Calvin (Ribadier)
- Raimond (Thommereux)
- Milher (Savinet)
- Hurteaux (Gusman)
- Mmes Marie Magnier (Angèle)
- Renaud (Sophie)

## Edizioni
- Georges Feydeau, Theatre complet de Georges Feydeau , Vol. II (contiene: Chat en poche; Le système Ribadier; Le dindon; Séance de nuit; Les pavés de l'ours), Paris: Editions du Belier, 1949
- Georges Feydeau, Il teatro comico di Georges Feydeau, Vol. I (contiene: Il matrimonio di Barillon, Il sistema Ribadier, Il nastro, Dalla finestra, Un bagno casalingo, L'uomo balia, E' una donna di mondo, Riunione notturna, Agli antipodi, Il collegiale, I personaggi famosi, Le riforme, L'uomo integro, Tutto merito di Brown-Séquard!, Il giurato), a cura di Annamaria Martinolli e Pasquale Calvino, Editoria&Spettacolo, Roma, 2010